# Aphanolaimus attentus
Aphanolaimus attentus is een rondwormensoort uit de familie van de Leptolaimidae. De wetenschappelijke naam van de soort is voor het eerst geldig gepubliceerd in 1881 door de Man.